# Perissocarpa
Perissocarpa es un género de plantas fanerógamas que pertenecen a la familia Ochnaceae.  Comprende 3 especies descritas y de estas, solo 2  aceptadas.

## Taxonomía
El género fue descrito por Steyerm. & Maguire y publicado en Annals of the Missouri Botanical Garden 71(1): 319. 1984.  La especie tipo es: Perissocarpa steyermarkii (Maguire) Steyerm. & Maguire

## Especies aceptadas
A continuación se brinda un listado de las especies del género Perissocarpa  aceptadas hasta mayo de 2014, ordenadas alfabéticamente. Para cada una se indica el nombre binomial seguido del autor, abreviado según las convenciones y usos: 
- Perissocarpa steyermarkii (Maguire) Steyerm. & Maguire
- Perissocarpa umbellifera Steyerm. & Maguire